# Centranthus longiflorus
Centranthus longiflorus là một loài thực vật có hoa trong họ Kim ngân. Loài này được Steven mô tả khoa học đầu tiên năm 1828.

## Hình ảnh

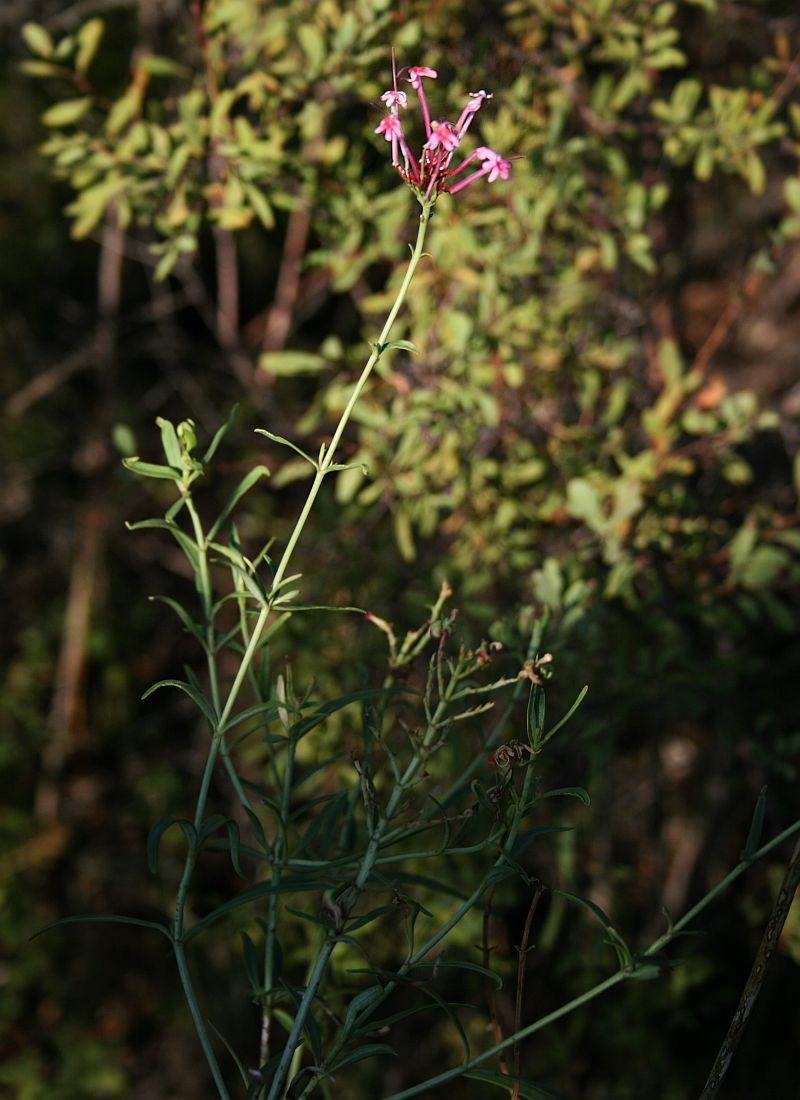